# セイロンマツモ
Ceratophyllum submersum はマツモ目マツモ科に属する水草の1種であり、セイロンマツモやペルーマツモとよばれることがある。ただし C. submersum（狭義）はセイロン島や南米には生育していない。アクアリウムでの観賞用に栽培されることがある。

## 特徴
根を欠く沈水性の浮遊植物である。特殊化した枝によって水底に固着していることもある。節には葉が輪生する（下図1, 2a）。葉は明緑色、2–4 cm、ふつう3–4回二叉分岐し、柔軟で水から出すと崩れやすく、鋸歯は目立たない（図2b）。幼芽の第1節、第2節の葉は分岐しない。
花柄は1ミリメートル (mm) 以下。雄花は直径 –2 mm、葯は 0.6–0.8 × 0.4–0.7 mm。雌花の苞葉（花被片）は (1.5–)1.8–2 x 0.1–0.3 mm。果実は痩果、長さは 4.5 mm 以上、縦/横は1.6以上。痩果のトゲが未発達であり、花柱由来のトゲもふつう 2 mm 以下。

## 分布
ヨーロッパ、西アジアの一部、アフリカ北部から中部などの旧世界西部に広く分布する。

## 利用
アクアリウムでは、Ceratophyllum submersum とされる植物が、観賞用に栽培されることがある。弱酸性から弱アルカリ性の水質まで適応し、育成は容易とされる。

## 分類
マツモ属の種は互いに類似し、かつ環境条件による形態変異が大きいため種の認識が難しく、さまざまな分類体系が提唱されている。Wilmot-Dear (1985) はマツモ属を Ceratophyllum submersum とマツモ (C. demersum) に大きく二分することを提唱した（下表1）。一方、Les (1989) は Wilmot-Dear (1985) がまとめた C. submersum を4種（狭義の C. submersum, C. muricatum, C. tanaiticum, C. echinatum）に分けることを提唱した（下表1）。Szalontai et al. (2018) による分子系統学的研究からは、後者がおおよそ支持されている（下表1）。このような変遷があったため、C. submersum の範囲は文献によって異なることがある。
| Wilmot-Dear (1985)      | Les (1989)                  | Szalontai et al. (2018)  | 分布                                                   |
| ----------------------- | --------------------------- | ------------------------ | ------------------------------------------------------ |
| Ceratophyllum demersum  | Ceratophyllum demersum      | Ceratophyllum demersum   | 世界中                                                 |
| Ceratophyllum demersum  | Ceratophyllum platyacanthum | Ceratophyllum demersum   | ヨーロッパ、東アジア                                   |
| Ceratophyllum submersum | Ceratophyllum echinatum     | Ceratophyllum echinatum  | 北アメリカ東部、西部                                   |
| Ceratophyllum submersum | Ceratophyllum submersum     | Ceratophyllum submersum  | ヨーロッパ、中央アジア、アフリカ北部から中部           |
| Ceratophyllum submersum | Ceratophyllum muricatum     | Ceratophyllum muricatum  | 中央アジアから東アジア、東南アジア、南アジア、アフリカ |
| Ceratophyllum submersum | Ceratophyllum muricatum     | Ceratophyllum australe   | 北アメリカ南東部、中央アメリカ、南アメリカ             |
| Ceratophyllum submersum | Ceratophyllum tanaiticum    | Ceratophyllum tanaiticum | 北東ヨーロッパ                                         |